# Rédei György Pál
Rédei György Pál vagy George P. Redei, Rédei P. György (Bécs, 1921. június 14. – Nashville, 2008. november 10.) mezőgazdász, genetikus, egyetemi tanár, a Magyar Tudományos Akadémia külső tagja, a növénygenetikai kutatások világszerte egyik legelismertebb szaktekintélye. Az Arabidopsis thaliana kutatásának egyik megindítója, eredményeivel a növényfaj a genetikai vizsgálatok egyik első számú modellorganizmusává vált.

## Tanulmányai
1939-ben vette át kitűnő minősítésű érettségi bizonyítványát Pápán. Szintén mezőgazdász édesapja birtokán kezdett el dolgozni, hogy finanszírozni tudja majdani felsőfokú tanulmányait. Ekkor látott neki állatnemesítési kísérletekkel foglalkozni, amelyek eredményeként saját tenyésztésű angóra nyulai több országos versenyen is első helyezést értek el. Eladva az apró állatokat, elég pénzre tett szert, hogy 1941. szeptember 2-án beiratkozzon a Magyaróvári Magyar Királyi Gazdasági Akadémiára, édesapja tanulmányainak egykori színhelyére.
A háború megszakította tanulmányait 1945-ben. Visszatérve a szülői gazdaságba, talált annyi vetnivaló magot, hogy újrakezdhette a gazdálkodást és előteremtette a tanulmányai befejezéséhez szükséges anyagi feltételeket. Először 1948 februárjában kitűnő képesítési fokozattal végzett, majd mivel megnövelték a tanulmányi időt – az Akadémiát Mosonmagyaróvári Magyar Királyi Mezőgazdasági Főiskolává alakították át – 1948. október 26-án beiratkozott az 1948/49-es tanévre és 1949. június 14-én csupa jeles és kitűnő eredménnyel végzett Magyaróváron.

## Rövid hazai munkássága
A „forradalmi” időkben szövetkezetesítettek, őt kulákká nyilvánították. Felutazott Budapestre, dolgozott a Földművelésügyi Minisztériumban, majd Kisvárdán a kiváló növénynemesítő, Teichmann Vilmos mellett.
Már korábban Mosonmagyaróváron megismerte Győrffy Barna professzort, aki tanításával, genetikai szakértelmével nagy hatással volt Rédei Györgyre is. Győrffy egyébként a mosonmagyaróvári Növénytermesztési és Növénynemesítési Kísérleti Intézet biológiai és genetikai laboratóriumának volt vezetője, később a Magyar Tudományos Akadémia Genetikai Intézetének lett igazgatója. Munkásságának elismeréseként az MTA tagjai közé is beválasztotta, a fiziológiai és biokémiai genetika nemzetközileg elismert Kossuth-díjas (1949) tudósa volt.
Rédei első dolgozatában a paradicsom gyümölcstömegének öröklődésével foglalkozott, majd megbízták őt is – a szintén Magyaróvárott végzett Kiss Árpád barátjával együtt, aki később világviszonylatban is a legismertebb tritikálékutatók közé tartozott – búza–rozs hibridek létrehozásával. Embriókultúra segítségével sikerült néhány Triticum turgidum és rozs keresztezés felnevelése. Szövettenyésztési eredményeit R. J. Gautheret, F. Skoog és G. Doby is úttörő munkának értékelték.

## Pályafutása az USA-ban és Nyugat-Európában
1956-ban elhagyta Magyarországot. 1957-ben – zsebében néhány csíraképes lúdfű (Arabidopsis) magjával –, az Amerikai Egyesült Államokba érkezett, ahol a columbiai Missouri Egyetemen folytatta munkáját, mutációs kísérleteit. Elsősorban auxotrof Arabidopsis mutánsokat akart előállítani, bár kollégái intették, hogy „délibábot kerget”. 1963-ra már hét bizonyítottan auxotrof mutánssal rendelkezett. A mutánsokról beszámoló dolgozatát két évig nem közölték a lektor téves ismeretei miatt. 1967-re már 60-nál több thiamin auxotrof mutánst regisztrálhattak. A következő években – még a molekuláris biológia születése előtt! – az "Arabidopsis" laborban a genetikai anyag működésével, molekuláris biológiai elemzésekkel foglalkoztak.
1973-1974-ben kirándulás jellegű kitérőt tett a fruktóz hatásának tanulmányozására. Kidolgozta módosított fluktuációs tesztjét Arabidopsisra. A mutációs vizsgálatok és számításai alapján az Arabidopsisban a gének számát 1982-ben 27 813-nak határozta meg. 2003-ban internetes forrás szerint az Arabidopsisban 27 170 fehérje kódoló génhely van. A különbség alig néhány száz.
1985-ben fél évet töltött a Max Planck Intézetben genetikai transzformációk és inszerciós mutációk létrehozásával, melyek a sejt megnyúlásának hibájával, elmaradásával járnak és semminemű növényi hormonnal nem korrigálhatóak. Munkatársaival létrehoztak 92 600 transzgenikus növényt, 22 0000 inszercióval az Arabidopsis genomban. A gyűjtemény lehetőséget biztosít a génmutációk azonosítására 77%-os biztonsággal.

## Magyarul megjelent művei
- Rédei György–Rieger Béla: Szántóföldi kísérletezés. Gyakorlati példákkal; Mezőgazdasági, Bp., 1953
- Genetika; ford. Fodor András, Breznovits Ágnes, Szabad János; Mezőgazdasági–Gondolat, Bp., 1987

## Emlékezete
Utolsó éveiben Rédei György professor emeritusként dolgozott a columbiai Missouri Egyetemen. Tanított növénygenetikát, genetikai analitikát, génszerkesztést, evolúciógenetikát, a genetika fiziológiai alapjait.
Időközben három évet tanított az ELTE-n és egy szemesztert Fulbright-ösztöndíjjal Keszthelyen. 1990-ben a Magyar Tudományos Akadémia külső tagjai közé választotta.
Rédei György szinte egyedül kezdte az Arabidopsis kutatását, ma ezt több mint tizenkétezren folytatják. Eredményeivel a növénygenetikai kutatások világszerte egyik legelismertebb szaktekintélyévé, az Arabidopsis pedig a genetikai vizsgálatok első számú modellorganizmusává vált. 219 publikációja olvasható. Könyvei a Basic Plant Genetics öt kiadásban jelent meg, mindig naprakészen. Genetika című könyvét magyar és kínai nyelven is megjelentették. 1998-ban adta ki Genetics manual – Current theory, concepts and terms és 2003-ban a The encyclopedic dictionary of genetics, genomics, and proteomics című művét.
2008. november 10-én hunyt el Nashville-ben, Tennessee államban.